# William Frederick Mitchell

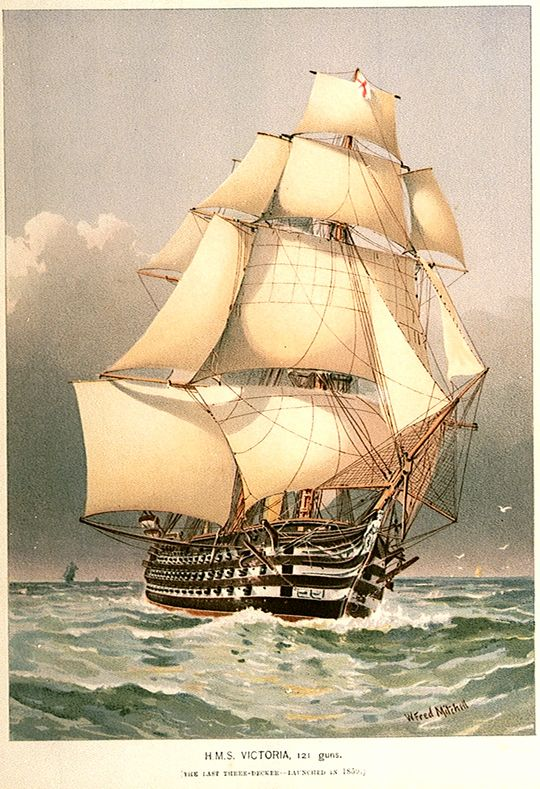
Fototipia do HMS Victoria.

William Frederick Mitchell (1845 - 1914) foi um artista britânico que teve como responsabilidade pintar alguns navios mercantes e de guerra britânicos. William inicialmente fez uma série de ilustrações de navios da Marinha Real Britânica.